# Ypsilon3 Eridani
Ypsilon3 Eridani (υ3 Eridani, förkortat Ypsilon3 Eri, υ3 Eri) som är stjärnans Bayerbeteckning, är en ensam stjärna belägen i den östra delen av stjärnbilden Eridanus. Den har en skenbar magnitud på 3,96 och är synlig för blotta ögat där ljusföroreningar ej förekommer. Baserat på parallaxmätning inom Hipparcosuppdraget på ca 11,0 mas, beräknas den befinna sig på ett avstånd på ca 296 ljusår (ca 91 parsek) från solen.

## Nomenklatur
Ypsilon3 Eridani har det traditionella namnet Beemin (även skrivet som Theemim och Beemin). År 2016 organiserade Internationella astronomiska unionen en arbetsgrupp för stjärnnamn (WGSN) med uppgift att katalogisera och standardisera riktiga namn för stjärnor. WGSN fastställde namnet Beemin för denna stjärna den 30 juni 2017 och det är nu inskrivet i listan över IAU-godkända stjärnnamn.

## Egenskaper
Ypsilon3 Eridani är en orange till röd jättestjärna av spektralklass K4 III. Den har en radie som är ca 54 gånger större än solens och utsänder från dess fotosfär 426 gånger mera energi än solen vid en effektiv temperatur på ca 3 990 K.